# Кзыл-Утар
 Кзыл-Ута́р  — деревня в Атнинском районе Татарстана. Входит в состав Кшкловского сельского поселения.

## Этимология
Топоним произошёл от татарских слов «кызыл» (красный) и «утар» (усадьба, имение).

## География
Находится в бассейне реки Ура, в 15 км к северо-востоку от села Большая Атня.

## История
Известна с 1646 года как Семёновские Отары.
В XVIII — первой половине XIX века жители относились к сословию государственных крестьян. Традиционные занятия жителей в этот период — земледелие (в начале XX века земельный надел сельской общины составлял 970,9 десятин) и скотоводство.
В «Списке населенных мест по сведениям 1859 года», изданном в 1866 году, населённый пункт упомянут как казённые деревни Семеновские Отары (Жинисары) 2-го стана Царёвококшайского уезда Казанской губернии. Располагались при речке Люже, по левую сторону транспортного тракта из Казани в Вятскую губернию, в 144 верстах от уездного города Царёвококшайска и в 26 верстах от становой квартиры в казённой деревне Уразлино (Казаклар). В деревнях в 73 дворах жили 499 человек (243 мужчины и 256 женщин). Была мечеть.
По сведениям переписи 1897 года, в деревне Семеновские Отары (Житмир) Царёвококшайского уезда Казанской губернии проживали 550 человек (281 мужчина, 269 женщин), все мусульмане.
В начале XX века в деревне действовали мечеть, мелочная лавка; земельный надел сельской общины составлял 970,9 десятины.
До 1920 года деревня входила в Шиньшинскую волость Царёвококшайского (с 1919 г. — Краснококшайский) уезда Казанской губернии. С 1920 года в составе Арского кантона ТАССР. С 10 августа 1930 года в Тукаевском, с 10 февраля 1935 года в Кзыл-Юлском, с 12 октября 1959 года в Тукаевском, с 1 февраля 1963 года в Арском, с 25 октября 1990 года в Атнинском районах.
В 1930-е годы переименована в Кзыл-Утар. В годы коллективизации в деревне организован колхоз «Мичурин». С 1933 по 2014 годы действовала начальная школа,до 1995 — библиотека.

## Население
| 1782 | 1859 | 1897 | 1908 | 1938 | 1949 | 1958 | 1970 | 1979 | 1989 | 2002 | 2010 | 2015 |
| ---- | ---- | ---- | ---- | ---- | ---- | ---- | ---- | ---- | ---- | ---- | ---- | ---- |
| 54   | 499  | 550  | 509  | 399  | 317  | 256  | 208  | 188  | 121  | 98   | 89   | 88   |

Национальный состав села — татары.

## Экономика
Жители работают в сельскохозяйственном производственном кооперативе «Тан», занимаются полеводством, мясо-молочным скотоводством.

## Инфраструктура
В деревне действуют клуб, фельдшерско-акушерский пункт (с 1995 г.).

## Религия
Мечеть (построена в 2000 г.).